# 弗里德里希七世·马格努斯 (巴登-杜尔拉赫)
弗里德里希七世·马格努斯（Friedrich VII. Magnus von Baden-Durlach，1647年9月23日—1709年6月25日），巴登-杜爾拉赫藩侯，腓特烈六世的儿子，1677年至1709年在位。

## 生平
1677年弗里德里希六世去世后，弗里德里希七世·马格努斯继承父亲的巴登-杜爾拉赫藩侯爵位。在他的执政期间，爆发了大同盟战争（1688年—1697年，又称普法尔茨王位继承战争），由于地处神圣罗马帝国与法国的边境地区，这场战争也殃及到了杜爾拉赫，法国军队经常性的烧杀抢掠迫使弗里德里希七世·马格努斯在战争伊始的1688年便逃往了巴塞尔，此后又多次放弃杜爾拉赫的官邸出逃，后来甚至将官邸搬到了巴塞尔。1697年法国与大同盟各国签订赖斯韦克条约，大同盟战争结束，弗里德里希七世·马格努斯一家从巴塞尔返回时，杜爾拉赫的人口已经减少了四分之一，战争前富饶的景象已经不复存在，藩侯一家甚至找不到一座能够容身的宫殿。此后，弗里德里希七世·马格努斯不懈地努力重建杜爾拉赫昔日的繁荣，1698年邀请曾为路德维希·威廉建造了拉施塔特宫殿的设计师罗西（Rossi）为自己设计一座新的杜爾拉赫宫殿，但是不久后西班牙王位继承战争（1701年—1714年）再次蔓延到了他的领地，新宫殿只建造了一半，弗里德里希七世·马格努斯不得不第二次逃往巴塞尔，不及战争结束于1709年在杜爾拉赫去世。

## 杜爾拉赫的卡尔斯堡宫殿

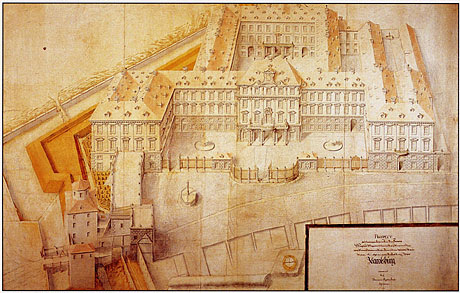
卡尔斯堡宫殿的最初设计图，弗里德里希七世·马格努斯下令罗西在1698年设计，由于1701年发生西班牙王位继承战争，原设计中仅完成了宫殿西翼的工程。

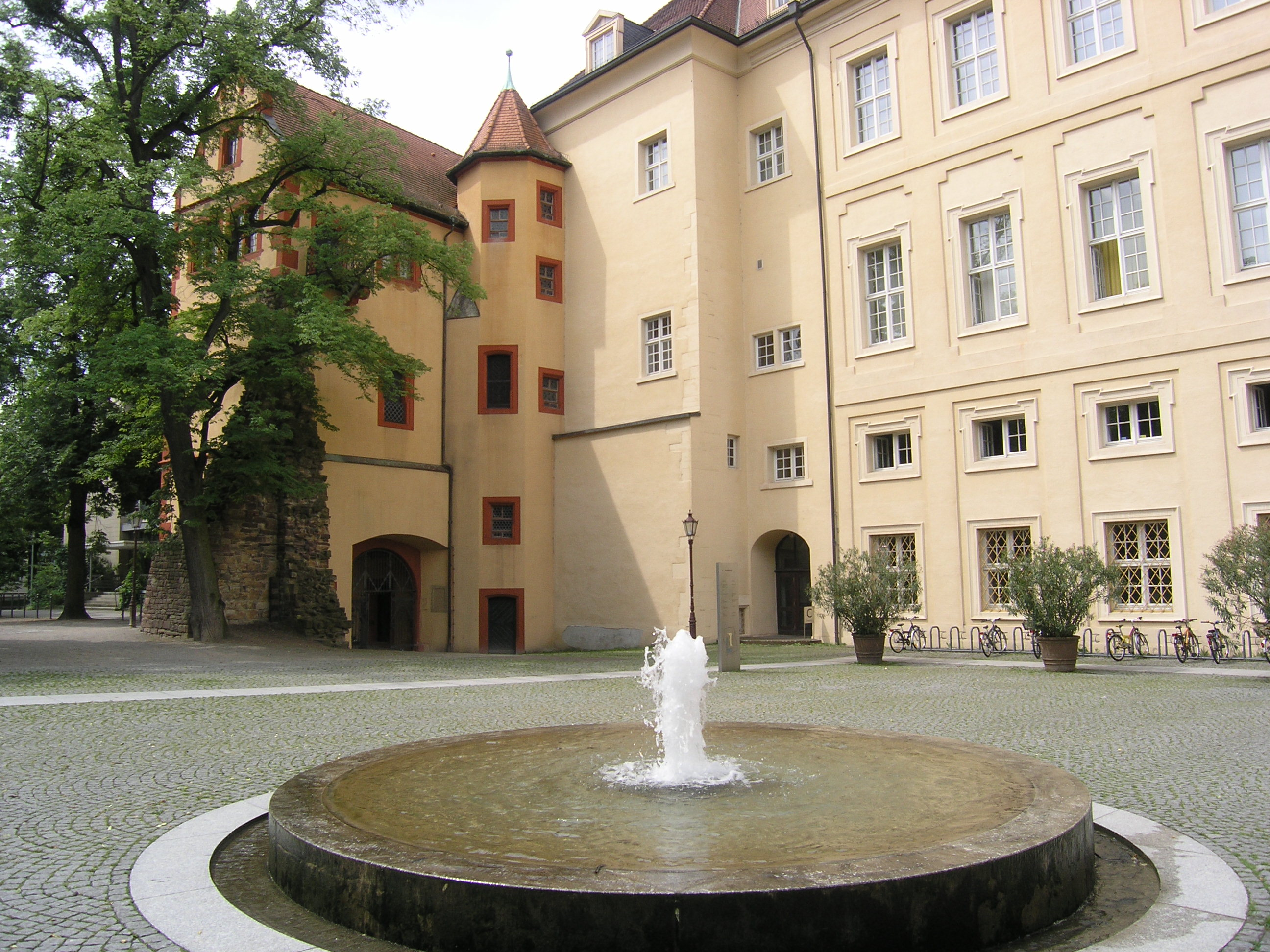
现存的卡尔斯堡宫殿

杜爾拉赫的卡尔斯堡宫殿（Karlsburg）由弗里德里希七世·马格努斯在1698年请人设计，属于巴洛克式建筑，是巴登-杜爾拉赫藩侯家族的官邸。
卡尔斯堡坐落在在卡尔斯鲁厄-杜爾拉赫的中心，现存的建筑是曾经建筑中的一部分，它对巴登家族具有重要的历史意义。1565年藩侯卡尔二世将府邸从普福尔茨海姆搬到杜爾拉赫后，随即决定对这座以前的狩猎宫殿进行扩建。卡尔二世和他的继任者们为卡尔斯堡丰富了艺术和文化氛围，还建立了宫廷花园和剧场。三十年战争（1618年—1648年）期间，卡尔斯堡没有受到非常严重的损坏，但是在大同盟战争（1688年—1697年）中却遭受到了毁灭性的破坏，1689年8月16日杜爾拉赫城和卡尔斯堡被法国军队付之一炬。
1697年大同盟战争结束后，弗里德里希七世·马格努斯从巴塞尔回到杜爾拉赫后，第二年下令重建卡尔斯堡，并邀请了设计师罗西（Rossi），设计完成一套完整的巴洛克式建筑计划。这位设计师曾经为巴登-巴登藩侯路德维希·威廉建造了以凡尔赛为蓝本的拉施塔特宫殿，当时路德维希·威廉在巴登-巴登的官邸同样在大同盟战争中被法国军队摧毁，他为此将官邸从巴登-巴登搬到了拉施塔特。
由于不久后又发生了西班牙王位继承战争（1701年—1714年），重建工程被搁置，直到弗里德里希七世·马格努斯去世后的1715年，卡尔斯堡的西翼才重建完工，但与此同时，弗里德里希七世·马格努斯的儿子卡尔三世·威廉却决定将官邸搬离受战火多次摧残的杜爾拉赫，建造一座新城，即卡尔斯鲁厄，并开始建造卡尔斯鲁厄新宫殿，3年后新宫殿建成，也标志着卡尔斯堡重建造工程的提前中止，此后卡尔斯堡成为了藩侯妻子在藩侯去世后的官邸，19世纪改为兵营。
1973年至1983年卡尔斯鲁厄市政府重新整修了卡尔斯堡，现在卡尔斯堡是普芬茨高博物馆、城市图书馆的杜爾拉赫分部、巴登音乐学校、成人大学和杜爾拉赫市政府办公地的所在地。

## 家庭与子嗣
1670年5月15日，弗里德里希七世·马格努斯与石勒苏益格-荷尔斯泰因-戈托普（Schleswig-Holstein-Gottorf）的奥古斯塔·玛丽亚（Augusta Maria，1649年2月6日—1728年4月25日）结婚，奥古斯塔·玛丽亚是石勒苏益格-荷尔斯泰因-戈托普大公弗里德里希三世和萨克森女大公玛丽·伊丽莎白（Marie Elisabeth）的女儿。弗里德里希七世·马格努斯同奥古斯塔·玛丽亚育有子女，其中卡尔三世·威廉在1709年继承了巴登-杜爾拉赫藩侯的爵位：
- 弗里德里希·马格努斯（Friedrich Magnus，1672年1月13日—1672年2月24日）
- 弗里德里克·奥古斯特（Friederike Auguste，1673年6月21日—1674年7月27日）
- 克里斯蒂娜·索菲（Christine Sofie，1674年12月17日—1676年1月22日）
- 克劳迪娅·玛格达莱娜·伊丽莎白（Klaudia Magdalene Elisabeth，1675年11月15日—1676年4月18日）
- 卡塔琳娜（Katharina，1677年10月10日—1746年8月11日），1701年6月19日嫁给莱宁根-哈滕堡（Leiningen-Hartenburg）伯爵约翰·弗里德里希（Johann Friedrich，1661年3月18日—1722年2月9日）
- 卡尔三世·威廉（1678年1月17日—1738年5月12日），继承藩侯爵位，1709年至1738年执政。
- 約翰娜·伊莉莎白（英语：Johanna Elisabeth of Baden-Durlach）（1680年10月3日—1757年7月2日），1697年嫁给符腾堡公爵埃伯哈德·路德维希（Eberhard Ludwig von Württemberg，1676年—1733年）
- 阿爾貝蒂娜·弗雷德里克（Albertine Friederike，1682年7月3日—1755年12月22日），1704年9月3日嫁给荷尔斯泰因-戈托普的克里斯蒂安·奧古斯特，她是奥尔登堡公爵弗里德里希·奥古斯特一世與瑞典國王阿道夫·腓特烈的母亲，奥尔登堡公爵彼得一世的祖母。
- 克里斯托夫（Christoph，1684年10月9日—1723年5月2日）
- 夏洛特·索菲（Charlotte Sofie，1686年3月1日—1689年10月5日）
- 玛丽·安娜（Marie Anna，1688年7月9日—1689年3月8日）